# Памятник Клименту Ворошилову (Луганск)
Памятник Клименту Ворошилову установлен на улице Коцюбинского в Луганске напротив здания Луганского городского совета. Открытие монумента состоялось 4 февраля 1981 года и было посвящено 100-летию со дня рождения маршала. Авторами памятника являются скульптор Анатолий Посядо и известный московский архитектор Алексей Душкин (открытие памятника состоялось уже после его смерти в 1977 году).

## Описание
Памятник представляет собой фигуру Ворошилова на коне в будёновке и солдатской шинели, с поднятой рукой. Высота бронзовой скульптуры достигает 9 метров, высота гранитного пьедестала — 3 метра. На постаменте бронзовыми буквами содержится надпись на русском: «Ворошилов Климент Ефремович».
Монумент неоднократно был объектом вандализма, пьедестал раскрашивался маркером и обклеивался листовками. Гениталии коня красили в цвета национального флага Украины.

## Другие памятники
В 1981 году в Луганске по улице Артёма был установлен бюст Клименту Ворошилову. Автором скульптуры был В. Х. Федченко. Памятник представлял собой бетонную скульптуру маршала в военной форме, установленную на гранитном постаменте с надписью «К. Е. Ворошилов».